# Stražgonjca
Stražgonjca este o localitate din comuna Kidričevo, Slovenia, cu o populație de 180 de locuitori.